# Українська Євангельська баптистська конвенція Канади
Українська Євангельська баптистська конвенція Канади — це баптистська організація, яка обслуговує українських баптистів у Канаді.

## Історія
Українські баптисти заснувалися в Канаді на початку XX століття з двох незалежних джерел. Українські іммігранти створили першу українську баптистську церкву в Канаді у Вінніпезі в 1903 році. На рубежі XX століття англомовні баптисти відправляли місіонерів для праці серед зростаючого українського населення на заході Канади. З цієї роботи в 1904 році була організована церква в Оверстоні, Манітоба. Приблизно в цей же час було розпочато роботу баптистів серед українських канадців і в Торонто, і в Саскачевані. Джон Колесніков, місіонер, переїхав до Канади зі сходу України в 1907 році. Ці церкви мали успіх у залученні менонітів, штундистів та східних православних емігрантів з Імператорської Росії. Перша щорічна конференція українських баптистів у Канаді була проведена у Канорі, Саскачеван, у 1908 році. Кілька років орган діяв як «Федерація українських баптистських церков у Канаді». У 1961 році організація отримала поточну.